# 长轴杜鹃
长轴杜鹃（学名：Rhododendron longistylum ssp. longistylum）为杜鹃花科杜鹃花属下的一个亚种。

## 扩展阅读
- 維基物種上的相關：长轴杜鹃